# 李贺
李贺（790年—816年），字長吉，河南府福昌縣（今河南宜阳）人，是著名的唐朝诗人，被稱為“詩鬼”。

## 生平
正史所載李賀資料甚少，《新唐书》有李贺小传，其生平見於李商隱的《李賀小傳》與杜牧應沈子明之請所撰的《李長吉集序》，以及一些唐人筆記如張固的《幽閒鼓吹》、彭大翼《山堂肆考》。

### 少年時代
李賀是唐朝开国时追赠的鄭王李亮（唐高祖的八叔）的八世孫，但家道已经没落。《唐摭言》記載：李賀七歲時，大文豪韓愈和洛陽名士皇甫湜登門拜訪，李賀當即揮筆作《高軒過》詩以答謝。這則傳聞，雖與事實有所出入，但符合李賀思想、藝術較早成熟的實際情況。
李贺外貌特別，巨鼻，濃眉，身材瘦長，還留著長長的指甲。因體弱多病，不到十八歲，頭髮就開始發白。從束髮讀書以來，閱讀了經傳史牒、諸子百家、古小說等方面的書籍。對於古詩有特殊的愛好，垂髫之年，就熟讀詩經、楚辭、古樂府、漢魏六朝詩歌以及當代許多詩人作品。
李賀經常在太陽剛從東方升起時，騎著一匹瘦馬，背個破錦囊，離開家門，四處出遊。一路上仔細觀察景物，為使之再現於自己詩中而搜索枯腸。一有所得，立即記在紙上，投入破錦囊中。晚上歸來，再把白天所記整理成文。母親見狀心疼的說：“是兒當要嘔出心乃已爾！”
由於自幼聰慧過人，再加上刻苦學習創作，因此詩名很早就傳揚海內。少年時代寫作的樂府詩，就能與老一輩詩人李益、張籍媲美。十八歲那年，滿懷著理想與希望，告別朝夕相處的親人，離開家鄉，踏上求取功名、期望施展抱負的人生道路。

### 遭讒落第
唐憲宗元和二年（807年），李賀至東都洛陽準備參加府試，這年韓愈因出任國子博士，受人毀謗，來洛陽上任，李賀久仰大名，帶了自己的詩稿，登門拜訪，成功獲得韓愈的賞識。皇甫湜也在同年结识李賀。
這年李賀通過府試，接著要去長安應禮部試。他的應試詩《河南府試十二月樂詞並閏月》符合試帖詩切題要求，能將詩人妙趣橫生藝術意想和含而不露的諷喻，很有分寸的表現出來。
此時，一件意料之外的事使這位剛踏上生活道路的年輕詩人遭受了挫折。李贺因为父亲名叫晋肃，和进士音近，一些妒忌他才华的人就以避讳为理由阻止他参加科举考试。愛賞李賀文才的韓愈激於義憤，為之作《諱辯》，以聖人經典和國家律令為根據，指出「避嫌名」是不合理的，曰：“父名‘晉肅’，子不得舉進士，若父名‘仁’，子不得為人乎？”，回擊那些毀謗者。
李賀落第歸家後，閒居昌谷，終日藥石隨身，只有巴童能憐愛這個不幸的人，還辛辛苦苦地隨從著他。
隨後李賀再度到洛陽，想尋求出路，《自昌谷到洛後門》一詩表露出他的意向：「東家名廖者，鄉曲傳姓辛。杖頭非飲酒，吾請造其人。始欲南去楚，又將西適秦。」，李賀欲求仕進，是要南行投奔節鎮，還是入長安「探秦臺意」?為此猶豫不定。最後請巫者占卜，決定西去長安。

### 長安三載
元和三年（西元808年）冬，李賀進京求仕。按照唐代制度，仕進除應試一途外，還可以由父蔭得官。李賀以「宗孫」、蔭子、儀狀端正等條件，由宗人薦引，經過考試，在元和四年春天，被任命為奉禮郎，時李賀二十岁。
奉禮郎是一個從九品上的小京官，屬太常寺，掌君臣版位，以奉朝會祭祀之禮。李賀抱著滿腔熱忱到長安，而現實生活對他的回報卻是無情的，因奉禮郎官職卑微，根本不在皇親國戚、顯貴要人的眼裡，所以很少有人與李賀來往，李賀生活在這種世俗的環境中，時時受到拘束和壓抑。
在官冷位卑的環境中，李賀有幾個志同道合的朋友，時相往還，成為他這一時期的重要精神寄託，包括陳商、沈亞之、楊敬之、王參元、權璩、崔植和朝夕相處的密友沈子明，李賀臨死時，把自己詩作全部手稿託付給他，可見他們的友誼深厚。

### 昌谷閒居
元和七年春，李賀送好友沈亞之落第返鄉後不久，便抱著鬱鬱不得志的心情，辭去奉禮郎的官職，離開長安，返回家鄉昌谷。
李賀這時期的創作，一方面反映出自己「久在樊籠裡，復得返自然」以後的生活樂趣和體驗，一方面也表現出不忘國事的精神。

### 南北遊歷
為了尋找施展抱負的機會，也為了謀求生計，李賀在昌谷閒居一年後再也不安心蟄居家園、讀書作詩，元和八年六月，出發到潞州（今山西省長治市）。
李賀選擇潞州是因為他在洛陽、長安時，與韓愈學生張籍結為好友，這年，張徹應潞州長史、昭義軍節度使郗士美的邀召，「初效潞幕」，在郗士美的幕府裡擔任草擬文書的職務，李賀希望得到張徹的引薦，但最後卻未得到重視。
元和十年春，告別張徹，南下探視正在和州任職的十四兄。回北方時，道路受阻，李賀乾脆南遊吳會，李賀好友如皇甫湜、沈亞之、陳商等都是南方人，且江南風光對生長在北方的李賀頗具誘惑力，使李賀下決心一遊江南。李賀先後到過金陵、嘉興、吳興、甬東等地，這期間他寫了一些追懷前朝往事和記述詩友交會的詩篇。最後回北方受阻緩解，李賀就從江南北歸昌谷。
南北遊歷並不能消除李賀胸中鬱結的愁悶，加上體弱多病、經濟拮据，返家後不久，終因精神和肉體上雙重折磨於二十七歲時離開人世。死前將詩分四編﹐凡二百三十三首，交給好友沈子明。
李商隱《李長吉小傳》，記述了李賀姊姊在李賀臨終時的見聞：
“長吉將死時，忽晝見一緋衣人，駕赤蚪，持一版，書若太古篆，或霹靂石文者，云：「當召長吉」。長吉不能讀，欻下榻叩頭，言阿瓕（同今之「彌」）老且病，賀不願去。緋衣人笑曰：「帝成白玉樓，立召君為記。天上差女樂，不苦也。」長吉獨泣，邊人盡見之。少之，長吉氣絕。常所居窗中，㶿㶿有煙氣，聞行車嘒管之聲。太夫人急止人哭，待之。如炊五斗黍許時，長吉竟死。”
張讀的《宣室志》也有類似的記載。這些傳說，當然不可能是事實，但是，玉溪小傳，託之於姐姐之口，張讀漫記，託之於夢寐，使傳說增添了美麗的色彩，反映了家人、親友以及愛慕李賀的人們的美好願望，寄寓著人們對年輕詩人的深切哀悼。

## 艺术特色
李贺的诗想象力丰富，意境诡异华丽，常用些险韵奇字，作品中出現的“死”字達20多個﹐“老”字達50多個，风格同唐朝其他诗人迥然不同。他的诗作内容有一部分承袭了屈原《楚辞》中《山鬼》，《国殇》等篇的传统，如《神絃曲》、《雁门太守行》、《金铜仙人辞汉歌》等。另一部分则很有现实主义风格，如《老夫采玉歌》，反映了贫民生活的艰苦。〈秋來〉可見其獨特的創作風格。
|  | 桐風驚心壯士苦，衰燈絡緯啼寒素。 誰看青簡一編書，不遣花蟲粉空蠹。 思牽今夜腸應直，雨冷香魂弔書客。 秋墳鬼唱鮑家詩，恨血千年土中碧。 |

毛先舒《詩辨坻》說:“大曆以後，解樂府遺法者，惟李賀一人。設色穠妙，而詞旨多寓篇外。刻於撰語﹐渾於用意。”又引谭友夏云：“诗家变化，盛唐已极。后又欲别出头地，自不得无东野、长吉一派。”錢鍾書的《談藝錄》闢有八章是專論昌谷詩，說李賀在六朝作家中最近鮑照，除在詩中說鬼外，“操調險急，雕藻淫艷”，又說“若偶然諷喻，則又明白曉暢，如《馬詩》二十三絕，借題抒意，寄托顯明。”錢鍾書發現李賀在運用語言文字的技巧符合西方幾個著名詩人（如英國的柯勒律治）的風格。葛瑞漢在《晚唐詩選》中稱李賀：“久被漠視之後，最近才被重新發現的詩人。”

## 作品分類

### 神怪詩
以描寫鬼神怪異為題，是把楚辭的浪漫主義與唐詩的圓熟技巧結合的一個成功範例。此類作品不算多，但在李賀詩的名作中，一半以上是屬這類，後世詩評家稱李賀為「鬼才」，稱其詩為「鬼仙之辭」。例如《蘇小小墓》：
|  | 幽蘭露，如啼眼。 無物結同心，煙花不堪剪。 草如茵，松如蓋。 風為裳，水為珮。 油壁車，夕相待。 冷翠燭，勞光彩。 西陵下，風吹雨。 |

此詩本是寫一片墓地景色以及詩人憑弔之情，但當詩人異想天開地喚出一個美麗的精靈在其間活動時，死氣沉沉的墓地就驀然平添了種種幻覺。墓地上的一草一木、一風泉一燐影，都因精靈而躍躍欲生。李賀將可愛與可怖揉合在一塊，這樣撼動人的力量，決不是一幅客觀景物的描寫能夠相比擬的。
又如：魏明帝青龙元年八月，诏宫官牵车西取汉孝武捧露盘仙人，欲立置前殿。宫官既拆盘，仙人临载，乃潸然泪下。唐诸王孙李长吉遂作《金铜仙人辞汉歌》。
|  | 茂陵刘郎秋风客，夜闻马嘶晓无迹。 画栏桂树悬秋香，三十六宫土花碧。 魏官牵车指千里，东关酸风射眸子。 空将汉月出宫门，忆君清泪如铅水。 衰兰送客咸阳道，天若有情天亦老。 携盘独出月荒凉，渭城已远波声小。 |

### 抒情詩
絕大多數都是抒發仕途坎坷的苦惱，因此顯得較為單調和悲涼，李賀這類名作不多，但其中《開愁歌》、《浩歌》、《長歌續短歌》、《莫種樹》等，都相當出色。

### 其他
主要是酒席歌筵上的應景之作，內容為飲宴、歌技的描寫。典型的作品如《許公子鄭姬歌》、《花遊曲》，因此顯得情調庸俗，格調不高，而流於「齊梁體」的艷冶也萎靡一路。
此外為一些詠人詩和詠物詩，這些詩思想性不強，近乎習作，但設想奇特、煉字精警、風格獨特，有如音樂家的即興練習曲，畫家的寫生素描，別有一種藝術上特殊價值。《春坊正字劍子歌》、《唐兒歌》、《楊生青花紫石硯歌》等，均是此中佳構。